# Ploštine
Ploštine is een plaats in de gemeente Pakrac in de Kroatische provincie Požega-Slavonië. De plaats telt 198 inwoners (2001).